# Johannes Wohlmacher
Johannes Wohlmacher (* 1957 in München) ist ein deutscher Cellist, der im Orchester der Philharmonie Essen und beim WDR Sinfonieorchester Köln Solocellist war. Außerdem spielt er in mehreren Kammermusikformationen
Er ist der Bruder der Geigers Andreas Wohlmacher.

## Leben und Wirken
Ab 1967 erhielt Johannes Wohlmacher Cellounterricht bei Inge Raba. Er gewann im Wettbewerb Jugend Musiziert und studierte bei Professor Fritz Kiskalt an der Musikhochschule München. Schon während des Studiums spielte er als Aushilfe bei den Münchner Philharmonikern, wirkte beim Münchner Bachorchester unter Karl Richter mit und war Cellist im Neuen Münchner Trio mit Friedemann Berger und Florian Sonnleitner. Sie führten unter anderem 1982 das Tripelkonzert von Ludwig van Beethoven auf mit dem Bayerischen Landesjugendorchester unter der Leitung von Werner Andreas Albert. 1983 schloss er mit dem Meisterklassenpodium sein Studium ab.

## Ehrungen
1979 erhielt Johannes Wohlmacher mit dem Neuen Münchner Trio (Friedemann Berger – Klavier, Florian Sonnleitner – Violine) ein Stipendium des Deutschen Musikrates. Außerdem wurde er mit dem Förderpreis der Bayerischen Vereinsbank ausgezeichnet.

## Solocellist und Kammermusiker
Nach einem ersten Engagement von 1982 bis 1987 als Solocellist des Orchesters der Philharmonie Essen war Johannes Wohlmacher von 1987 bis 2021 als Solocellist beim WDR Sinfonieorchester Köln tätig. Er wirkte von 1994 bis 2010 im Orchester der Bayreuther Festspiele mit und lehrte mehrere Jahre an der Folkwang Universität der Künste Essen.
Er war Mitglied des Kreisler Trios, im ensemble contrasts und spielte unter anderem in Kammermusikformationen mit André Previn und Pinchas Zukerman.
1996 wirkte Wohlmacher bei einer CD-Produktion des Cellokonzertes von Robert Volkmann mit der Norddeutschen Philharmonie unter der Leitung von Werner Andreas Albert mit.
2018 führte Johannes Wohlmacher mit Oren Shevlin und dem WDR Sinfonieorchester das Bernhard Romberg Concertino in A major, Op.72 für 2 Cellos auf.
2019 wirkte er in der Kölner Philharmonie mit bei der Aufzeichnung des Brahms Streichsextett Nr. 1 durch den WDR.

## Diskografische Hinweise
- Robert Volkmann, Sämtliche Orchesterwerke  (CPO,  DDD, 91–93, 1999), mit Johannes Wohlmacher Cello Solo
- Elliott Carter: Chamber Music for Winds (CPO / Cpo 999 453-2, 2019), mit ensemble contrasts
- Johannes Brahms: Stringquartett Nr 1 (PTC: 5186807, 2020), Johannes Wohlmacher Cello